# Indian reserve
Als Indian reserves (Englisch) bzw. réserves indiennes (Französisch) werden die kanadischen Indianerreservate bezeichnet.

## Begriff
Gelegentlich wird im Englischen die Bezeichnung Indian durch Native oder First Nation ersetzt, sowie im Französischen indiennes durch autochtones. First Nation wiederum wird zuweilen mit dem zugehörigen Reservat gleichgesetzt.
Zu weiterer begrifflicher Differenzierung führt die Tatsache, dass das Gebiet eines einzelnen Stammes, das als reserve bezeichnet wird, oftmals aus mehreren Landstücken besteht, die wiederum als reserves bezeichnet werden.

## Gliederung und Verteilung
615 anerkannte First Nations besitzen in Kanada rund 3000 reserves. Dabei ist vor allem in British Columbia der Stammesbesitz stark zersplittert. 198 Stämme besitzen 1702 Reservate. In Ontario verteilen sich 139 Stämme auf 206 Reservate, in Saskatchewan 70 auf 602, in Manitoba 63 auf 195, in Alberta 48 auf 137, in Québec 39 Stämme auf 44 Reservate, in den Nordwest-Territorien 26 Stämme auf 29 Reservate, in Yukon 18 Stämme auf 15 Reservate, in New Brunswick/Nouveau-Brunswick 15 auf 26, in Nova Scotia 13 auf 39 und schließlich in Neufundland und Labrador 3 Stämme auf 3 Reservate und auf Prince Edward Island 2 Stämme auf 4 Reservate.

## Geschichte
Das erste reserve war das durch die Königliche Proklamation von 1762 geschaffene Gebiet, das den Indianern Britisch-Nordamerikas nach dem Ende des Franzosen- und Indianerkriegs vorbehalten bleiben sollte. Es reichte von Florida und New Orleans über Louisiana östlich des Mississippi und westlich der Appalachen und umfasste große Teile des heutigen Kanada nördlich der Großen Seen und südlich von Rupert’s Land. Dazu kam ein Puffer zwischen der Provinz Québec und Rupert’s Land vom Lake Nipissing bis Neufundland.

## Rechtslage
Nach dem entsprechenden Indianergesetz, dem Indian Act, ist ein Indian reserve ein Landstück, dessen rechtmäßiger Besitz durch das britische Königshaus zum Gebrauch und Nutzen eines Indianerstamms (band) abgetrennt worden ist (set apart). Aber auch Land, das nicht von der Krone separiert worden ist, kann als reserve bezeichnet werden.
Da es sich bei den Reservaten in Kanada grundsätzlich um Stammesland handelt, kann dieses weder an Nichtstammesmitglieder abgetreten, noch verliehen, noch beliehen werden. Es kann auch nicht enteignet oder konfisziert werden. Da ein erheblicher Teil wirtschaftlicher Prozesse auf Krediten beruht, diese aber durch Land- und Hausbesitz besichert werden, können Besitzer von Reservatsgrund nur auf Umwegen Hypotheken erlangen. Durch die Canada Mortgage and Housing Corporation können Indianer einem Trust beitreten, der wiederum Kredite vergibt, um Häuser bauen oder renovieren zu können. Die zweite Möglichkeit besteht darin, Hypotheken nicht durch Immobilienbesitz zu sichern, sondern durch die Regierung besichern zu lassen.
Die Enteignung oder Verminderung von Reservaten kann nur auf der Grundlage eines Gesetzes erfolgen, was allerdings schon häufig vorgekommen ist. Dabei sind vor allem Rohstoffunternehmen durch die Gesetzgebung der Provinzen bevorzugt.
Reservatsland und persönlicher Besitz der Stämme sind frei von Steuern. Dennoch sind Unternehmen, im Gegensatz zu in Kanada weit verbreiteten Annahmen, nicht steuerfrei. Dabei hat die begrenzte Souveränität der First Nations dazu geführt, dass Tabak und andere hoch besteuerte Waren hier günstiger zu erwerben sind, weil sie einer geringeren Steuer unterliegen. Zudem sind Gesetze, die beispielsweise das Rauchen untersagen, hier nicht ohne Zustimmung der Stammesgremien gültig.